# Semidalis boliviensis
Semidalis boliviensis is een insect uit de familie van de dwerggaasvliegen (Coniopterygidae), die tot de orde netvleugeligen (Neuroptera) behoort. 
De wetenschappelijke naam Semidalis boliviensis is voor het eerst geldig gepubliceerd door Enderlein in 1905.